# 日本の自動車教習所一覧
日本の自動車教習所一覧（にほんのじどうしゃきょうしゅうじょいちらん）は、日本全国の自動車教習所（指定自動車教習所と届出自動車教習所）の一覧。自衛隊員専門の自動車教習所については、自衛隊自動車訓練所を参照。

## 北海道
指定自動車教習所
札幌支部
- 北海道自動車学校
- 北海道中央自動車学校
- 白石中央自動車学園
- 札幌東自動車学校
- 藻南自動車学校
- 札幌篠路自動車学校
- 麻生自動車学校
- 手稲自動車学校
- 桑園自動車学校
- 鉄工団地自動車学園
- 中央バス自動車学校
- 北海道交通安全協会自動車学園
- 札幌インター自動車学校
- 美しが丘自動車学校

石後支部
- 江別自動車学校
- 大麻ドライビングスクール
- 千歳自動車学校
- 恵庭自動車学校
- 北広島自動車学校
- 新札幌自動車学園
- 小樽自動車学校
- 小樽中央自動車学校
- 倶知安自動車学校
- 余市自動車学校

空知支部
- 空知自動車学校
- 栗山自動車学校
- 砂川自動車学校
- 岩見沢自動車学校
- 美唄自動車学校

函館支部
- 函館中央自動車学校
- 道南自動車学校
- 函館自動車学校
- 八雲自動車学校
- 森自動車学校
- 亀田自動車学校
- 厚沢部ドライバーズスクール

日胆支部
- 萩野自動車学校
- 室蘭総合自動車学校
- 苫小牧中野自動車学校
- 伊達自動車学校
- 静内総合自動車学校
- 浦河自動車学校
- 室蘭中央自動車学園
- 富川自動車学校
- 苫小牧ドライビングスクール

旭川支部
- 北海道クミアイ自動車学校
- 深川自動車学校
- 北央自動車学校
- 道北自動車学校
- 留萌自動車学校
- 名寄自動車学校
- 富良野自動車学校
- 稚内ドライビングスクール
- 中頓別町立自動車学校
- 羽幌自動車学校
- 町立沼田自動車学校
- 北工学園モータースクール

北見支部
- 遠軽自動車学校
- 美幌自動車学校
- 野付牛自動車学校
- 斜里自動車学校
- 網走自動車学校
- 紋別自動車学校
- オホーツク自動車学校

釧路支部
- 帯広自動車学校
- 愛国自動車学校
- 芽室自動車学校
- 帯広第一自動車学校
- 釧路星ヶ浦自動車学校
- 中標津町自動車学校
- 根室相互自動車学校
- KDS釧路自動車学校
- 幕別自動車学校
- 新得モータースクール

届出自動車教習所
- 北海道西自動車学園
- 札真自動車学園
- 札幌山鼻自動車学園
- 札幌中の島自動車学園
- 苗穂自動車学校

- 曙北海自動車学校
- 戸田自動車教習所
- 共立自動車教習所
- 北交自動車学園
- 山添自動車学園

- 釧路自動車専門教習所
- 宮脇自動車教習所
- 清見自動車教習所
- 中湧別自動車教習所

その他
- 西武自動車学校
- 組合自動車学園
- 琴似八軒自動車学園
- 札幌第一自動車学園
- 試験場前自動車学園
- 取り消し更新忘れ専門自動車学校
- シミズ自動車教習所

- 赤川短期自動車教習所
- 酒井自動車教習所
- 道南綜合自動車教習所
- 外崎自動車教習所
- サトウ自動車教習所
- 前田自動車教習所
- 川島自動車教習所

- マジマライダースクール函館
- 旭教ドライビングスクール
- 釧路短期自動車教習所
- 帯広藤川自動車教習所
- 綜合自動車教習所
- 相互自動車学園
- 早坂自動車教習所

廃止
- 愛育安全相互自動車学校（2008年）[1]
- 岩内自動車学校（2020年）[2]
- 歌志内自動車学校（2016年8月）[3]
- 木古内自動車学校 (2019年)[4]
- 北見自動車学校（2010年3月31日）[5]
- 登別自動車学校（2008年4月1日室蘭総合自動車学校へ統合）[6]
- 桧山自動車学校（2009年）
- 夕張自動車教習所（2001年）

## 青森県
指定自動車教習所
- 十和田自動車学校
- マツダドライビングスクール青森
- ムジコ・クリエイト
  - 弘前モータースクール
  - 浪岡モータースクール
  - 青森モータースクール
- 津軽モータースクール
- 三八五オートスクール八戸

- 三沢中央自動車学校
- 青森中央自動車学校
- 黒石自動車教習所
- ディーエス開発
  - 三ツ矢自動車学校
  - 三沢自動車学校
- 上北自動車学校
- 青森東部自動車学校

- 十和田中央モータースクール
- 板柳自動車学校
- 下北自動車学校
- 八戸モータースクール
- 三八五オートスクール三戸
- 五所川原モータースクール
- 平賀自動車学校
- 八戸ライセンススクール

廃止
- 青森県自動車学校
- 鯵ケ沢自動車学校（2009年）[7]
- 五所川原中央自動車学校（2008年）[8]
- 八戸中央自動車学校（2004年）[8]
- むつ自動車学校（2008年）[8]
- 六戸自動車学校（2009年7月）[8]
- 弘前自動車学校 (2013年9月）[9]
- 於本自動車学校(2025年6月)
- 金木自動車学校(2025年5月)

## 岩手県
指定自動車教習所
※■印は岩手県警より「飲酒取り消し処分者講習機関」の指定を受けている教習所。
盛岡地区
- 盛岡自動車学校
- 岩手自動車学校
- ■中央自動車学校
  - 岩手中央自動車学校
  - 雫石スキッドランド（冬道運転体験施設）
- ■盛岡南ドライビングスクール（「盛岡建設機械講習センター」兼務）
- STモータースクール
  - STモータースクール北校（滝沢本校）
  - STモータースクール南校（盛岡津志田校）
- 紫波中央自動車学校（「岩手クレーン学校」兼務）

県南地区
- ■水沢自動車学校
- 第一自動車学校
- 江刺自動車学校
- 前沢自動車学校
- 一関自動車学校
- 一関第一自動車学校
- ■千厩自動車学校
- 花巻自動車学校
- 高文自動車学校
- ■北上自動車学校
- 花北モータースクール
- 遠野ドライビングスクール
- ■平泉ドライビングスクール

沿岸地区
- 三陸自動車学校
- 宮古ドライビングスクール（2018年5月1日付で宮古自動車学校を統合）[10]
- 大船渡自動車学校
- ■陸前高田ドライビングスクール

県北地区
- 久慈自動車学校（「久慈建設機械講習センター」兼務）
- 岩手県北自動車学校

届出自動車教習所
- 畠山自動車教習所

その他
- 岩手教習センター（厚生労働省岩手労働局公認・大型特殊専門教習所。芽室自動車学校系列）

廃止
- 東北自動車学校
- マルカン自動車学校（2013年3月31日廃止。跡地はメガソーラー発電所に転用）[11]
- 釜石自動車学校（東日本大震災による津波被害を受け2011年より休校。その後2013年3月31日限りで廃止）[12]
- 宮古自動車学校（2018年5月1日付で花輪橋自動車教習所に統合され「宮古ドライビングスクール」へ改称）[10]

## 宮城県
指定自動車教習所
石巻地区
- 石巻第一自動車学校
- 気仙沼中央自動車学校
- 石巻自動車学校
- 石巻中部自動車学校
- パセオドライビングカレッジ

仙北地区
- 築館自動車学校
- 佐沼自動車学校
- 北宮城自動車学校
- 若柳第一自動車学校

大崎地区
- 涌谷自動車学校
- 仙北自動車学校
- 古川自動車学校
- 加美自動車学校
- 古川自動車教習センター

塩釜地区
- 多賀城北日本自動車学院
- 東日本自動車学校
- 塩釜中央自動車学校
- 利府自動車学校

仙台東地区
- 奥羽自動車学校
- R45・日の出自動車学校
- 仙台ドライブスクール
- 仙台中央自動車学校
- 中山ドライブスクール
- 泉自動車学校
- 東部自動車学校
- 仙台北自動車学校
- 富谷自動車学校

仙台中央地区
- 宮城自動車学校
- 花壇自動車学校
- 南仙台自動車学校
- 仙台赤門自動車学校（赤門自動車専門学校併設）
- 仙台自動車学校
- 宮交自動車学校

仙南地区
- 南蔵王自動車学校
- 仙南自動車学院
- 角田自動車学校
- 岩沼自動車学校
- 常磐山元自動車学校（東日本大震災津波被害のため現在休校中）

その他
- 石巻さくら自動車学校

廃止
- 金成自動車学校（2009年）[13]

## 秋田県
指定自動車教習所
- 太平自動車学校
- 秋田北部自動車学校
- 能代自動車学校
- 北日本自動車学校
- 秋田モータースクール
- 本荘自動車学校
- 大曲自動車学校
- 秋田自動車学校

- 第二北部自動車学校
- 県北自動車学校
- 鹿角自動車学校
- 仙北自動車学校
- 大曲中央自動車学校
- 角館自動車学校
- 八郎潟太平自動車学校
- 秋田南自動車学校

- きさかた自動車学校
- 能代モータースクール
- 横手モータースクール
- 羽後自動車学校
- 平鹿自動車学校

廃止
- 秋田県交通安全協会自動車練習場
- 秋田中央自動車学校
- 大館自動車学校
- 男鹿中央モータースクール
- 小西自動車教習所（指定外）
- 十文字自動車学校（2011年8月3日自己破産）[14]
- 能代中央自動車学校（2019年10月1日､能代自動車学校へ統合）
- 二ツ井自動車学校
- 割山自動車学校（2020年10月1日､秋田南自動車学校へ統合）[15]
- 横手自動車学校[16]
- 湯沢自動車学校[16]

## 山形県
指定自動車教習所
庄内地区
- 庄交学園自動車教習所
- 荘内太陽自動車学校
- 出羽自動車教習所
- 鶴岡自動車学園
- 鳥海自動車学園
- 関東自動車学校
- 羽黒高等学校自動車教習所

最上地区
- 新庄自動車学校
- 新庄第一自動車学校
- 山形最上ドライビングスクール

置賜地区
- マツキドライビングスクール赤湯校
- マツキドライビングスクール米沢松岬校
- 県南自動車学校
- 米沢ドライビングスクール
- マツキドライビングスクール長井校
- マツキドライビングスクール白鷹校

村山地区
- マツキドライビングスクール太陽校
- マツキドライビングスクール山形校
- 寒河江自動車学校
- 山貴ドライビングカレッジ
- 農機連自動車学校
- マツキドライビングスクール山形中央校
- 蔵王自動車学園
- 平野学園自動車学校
- 天童自動車学校
- マツキドライビングスクール村山校
- マツキドライビングスクールさくらんぼ校
- 東根自動車学校

廃止
- 上山自動車学校（1981年以降）[17]
- 荘内自動車学校（2002年）[18]
- 尾花沢自動車学校（2006年合併によりマツキドライビングスクールさくらんぼ校〈当時：さくらんぼドライビングスクール〉へ）[19]
- 楯岡自動車学校（同上）
- 山形第一自動車学校（2007年4月20日）[18]
- 酒田自動車学園 (2012年)

## 福島県
指定自動車教習所
県南地域
- 南湖自動車学校
- 郡山自動車学校
- 昭和ドライバーズカレッジ
- 石川自動車教習所
- 富久山自動車学校
- 県南自動車学校
- 棚倉自動車教習所
- 田村自動車教習所
- 矢吹自動車教習所
- 南部自動車学校
- 須賀川ドライビングスクール
- 西部自動車学校
- 白河自動車学校

県北地域
- 福島自動車学校
- 北部日本自動車学校
- マツキドライビングスクール福島飯坂校
- 本宮自動車学校
- 保原自動車学校
- 杉妻自動車学校
- 東亜自動車学校

いわき地域
- 常交自動車学校
- 平中央自動車学校
- 小名浜自動車学校
- 勿来自動車学校
- タイヘイドライバーズスクール
- 福陽自動車教習所
- 湯本自動車学校

相双地域
- 原町自動車教習所
- 富岡自動車学校
- ふたば自動車学校（旧浪江自動車学校）
- 福島県東部自動車教習所
- 原町中央自動車教習所

会津地域
- 第一自動車教習所
- 喜多方自動車教習所
- 会津中央自動車教習所
- 田島ドライビングスクール
- 会津自動車学校
- 会津平和自動車学校
- 扇町自動車学校
- 会津若松平和自動車学校

届出自動車教習所
- 吾妻自動車教習所

廃止
- 中央総合自動車学校（2022年6月30日）[20]

## 茨城県
指定自動車教習所
- 昭和自動車教習所
- 茨城県自動車学校
  - 茨城県自動車学校水戸校
  - 茨城県自動車学校土浦校
  - 茨城県自動車学校境校
- 大宮自動車教習所
- 茨城けんなん自動車学校
- 土浦北インター自動車学校
- 土浦自動車学校
- つくば自動車学校
- 茨城県取手自動車教習所
- 上筑波自動車学校

- 明野自動車学校
- 竜ケ崎自動車教習所
- 守谷自動車学校
- 学園中央自動車学校
- 古河第一自動車学校
- 岩井自動車学校
- 茨城県西自動車学校
- 笠間自動車学校
- 友部自動車学校
- 日立ドライバーズスクール
- 那珂安全自動車学校
- 鉾田自動車学校

- 潮来自動車学校
- 水戸第一自動車学校
- 勝田自動車学校
- 鹿島中央自動車学校
- 鹿島自動車教習所
- 矢田部自動車教習所
- 茨城県石岡自動車学校
- 茨城県日立自動車学校
- 羽鳥自動車学校
- 北茨城自動車学校

届出自動車教習所
- つくばドライビングスクール

廃止
- 茨城県北自動車学校（2008年3月31日）
- 茨城県自動車学校日立校（2022年3月31日）[21]
- 下館自動車学校（2020年6月1日）[22]
- 常総市営自動車学校（2011年）[23]
- 大子自動車学校（2015年4月17日）[24]

## 栃木県
指定自動車教習所
- 栃木県自動車学校
- 宇都宮中央自動車教習所
- 栃木自動車教習所
- 宇都宮戸祭自動車教習所
- トーブ・モータースクール
- 足利自動車教習所
- さくら那須モータースクール
- 間々田自動車教習所
- 小山自動車教習所
- 栃木県南自動車学校
- 真岡自動車教習所
- 安佐自動車教習所

- 今市自動車教習所
- 栃交自動車学校
- 鹿沼自動車教習所
- 栃木県西那須野自動車学校
- 黒磯中央自動車学校
- 栃木県中部自動車学校
- 東足利自動車教習所
- 矢板自動車学校
- 茂木自動車学校
- 那須自動車学校
- 佐野中央自動車教習所
- 宇都宮清原自動車学校

- 栃木県共立自動車学校
- 烏山自動車学校
- 宇都宮南自動車教習所
- 岡本台自動車学校
- 壬生自動車学校
- 栃木県大田原自動車教習所
- 小山中央自動車学校
- 黒磯南自動車教習所
- 小金井自動車学校
- カーアカデミー那須高原
- 日光自動車学校

## 群馬県
指定自動車教習所
- 群馬県自動車教習所
- 前橋自動車教習所
- 前橋天川自動車教習所
- 大渡自動車学校
- 高崎モータースクール
- 高崎城東自動車教習所
- 太田自動車教習所
- 金山自動車教習所
- 伊勢崎自動車教習所

- 赤城自動車教習所
- 館林自動車教習所
- 桐生自動車教習所
- トヨタドライビングスクール群馬
- 柳瀬橋自動車教習所
- 藤岡モータースクール
- みなみたかさきかぶら自動車教習所
- 南渋川自動車教習所

- 西毛自動車教習所
- 碓氷中央自動車教習所
- 沼田自動車教習所
- 谷川ドライビングスクール
- 群馬にった自動車教習所
- 中之条町自動車教習所
- 西吾妻自動車教習所
- 東毛自動車教習所

届出自動車教習所
- 関東自動車学校

廃止
- 伊勢崎中央自動車教習所（2010年）
- 渋川北教習所
- 城東自動車教習所（2007年12月20日）
- 高崎自動車教習所（1997年高崎第一自動車教習所と統合し高崎モータースクールへ）
- 豊岡自動車教習所（2007年12月25日）

## 埼玉県
指定自動車教習所
- 埼玉県自動車学校
- 東松山自動車学校
- 埼玉自動車学校
- ところざわ自動車学校
- 川越自動車学校
- 北本中央自動車学校
- 埼玉とだ自動車学校
- 羽生モータースクール
- 飯能自動車学校
- かごはら自動車学校
- 秩父中央自動車学校
- 秩父自動車学校
- 久喜自動車学校
- ファインモータースクール上尾校
- 埼玉本庄自動車学校
- 埼北自動車学校

- 越生自動車学校
- 飛鳥ドライビングカレッジ川口
- レインボーモータースクール
- うらわ自動車教習所
- 東武かすみ自動車教習所
- 古谷自動車教習所
- 日進自動車教習所
- 鴻巣自動車教習所
- 大宮自動車教習所
- 狭山モータースクール
- ファインモータースクール指扇校
- 春日部自動車教習所
- 行田自動車教習所
- 所沢中央自動車教習所
- 深谷自動車教習所
- 東武こしがや自動車教習所

- 浦和中央自動車教習所
- 三共自動車教習所
- アンモータースクール
- セイコーモータースクール
- 鶴ヶ島自動車教習所
- 上武自動車教習所
- 東埼玉自動車教習所
- 八潮自動車教習所
- ファインモータースクール大宮校
- 坂戸自動車教習所
- 寄居武蔵野自動車教習所
- 三郷自動車教習所
- 東園自動車教習所
- いわつき自動車学校
- 東大宮自動車学校

届出自動車教習所
- KM自動車教習所
- 埼玉自動車教習所
- 太陽グループ運転教育センター

廃止
- 飛鳥ドライビングカレッジ戸田（2006年ナビモータースクール(旧：笹目自動車教習所)から改称、2008年1月25日廃校）[25]
- 熊谷自動車教習所
- 栗橋自動車教習所
- 川口自動車学校（2013年）[26]
- 上江橋モータースクール（2014年）[27]
- 川口セントラル自動車教習所（1975年）[28]
- わらび自動車教習所

## 千葉県
指定自動車教習所
- 鷹ノ台ドライビングスクール
- 千葉県自動車練習所
- 京成ドライビングスクール成田
- SBS自動車学校
  - 京葉自動車教習所
  - 姉崎自動車教習所
- 八千代自動車教習所
- 五井自動車教習所
- 千葉第一自動車教習所
- 八街自動車教習所
- 千葉中央自動車学校
- 稲毛自動車教習所
- ソフィアドライビングスクール四街道
- 姉崎中央自動車学校
- 佐倉自動車学校
- 北総自動車学校
- 印西自動車学校
- 印西中央自動車学校
- 辰巳自動車学校

- イースタンドライビングスクール
- 我孫子自動車教習所
- ソフィアドライビングスクール船橋
- 柏自動車教習所
- 野田自動車教習所
- 松戸自動車教習所
- 市川自動車教習所
- 国府台自動車学校
- 船橋第一自動車教習所
- 津田沼自動車教習所
- 船橋中央自動車学校
- 松戸東自動車学校
- 流山自動車学校
- 柏南自動車教習所
- やちよ中央自動車学校
- 松戸中央自動車学校
- 鎌ヶ谷自動車学校
- 市川中央自動車教習所
- 東洋モータースクール

- 松尾自動車教習所
- 東洋自動車教習所
- 佐原自動車教習所
- 八日市場自動車教習所
- 銚子大洋自動車教習所
- 小見川自動車教習所
- 九十九里自動車教習所
- 海上中央自動車教習所
- 千倉自動車教習所
- 館山自動車学校
- 木更津自動車学校
- 大多喜町自動車学校
- 大佐和自動車教習所
- 茂原自動車教習所
- 鴨川自動車教習所
- 袖ヶ浦自動車教習所
- 大原自動車教習所
- かずさ自動車教習所
- 茂原第一自動車教習所
- 君津モータースクール

届出自動車教習所
- わかば自動車学校（千葉校）

その他
- 加曽利自動車学校
- 千葉ドライビングスクール

廃止
- 勝又自動車学校（2023年9月30日）[29]
- 西柏自動車教習所（2019年5月31日）[30]
- 松戸日立自動車学校（2005年4月30日）[31]
- 山武市立松尾自動車教習所（2010年9月30日民営化され松尾自動車教習所へ[32]）

## 東京都
指定自動車教習所
「東京指定自動車教習所協会」加盟自動車教習所
区部 
- 足立自動車学校
- 竹の塚モータースクール
- 北足立自動車教習所
- 平和橋自動車教習所
- 金町自動車教習所
- 京成ドライビングスクール
- 新小岩自動車学校
- 今井自動車教習所
- 江戸川自動車教習所
- 葛西橋自動車教習所
- 世田谷自動車学校
- コヤマドライビングスクール二子玉川
- コヤマドライビングスクール成城
- 日の丸自動車学校
- 池上自動車教習所
- ラヴィドドライビングスクール蒲田
- 和泉自動車教習所
- 豊島自動車練習所
- 王子自動車学校
- 大泉自動車教習所
- コヤマドライビングスクール石神井
- 北豊島園自動車学校

 多摩地区 
- 和泉自動車教習所
- むさし小金井自動車教習所
- 尾久自動車学校
- 小金井自動車学校
- 武蔵境自動車教習所
- 府中自動車教習所
- 調布自動車学校
- 新東京自動車教習所
- 田無自動車教習所
- 東久留米自動車教習所
- コヤマドライビングスクール秋津
- 八王子中央自動車学校
- 町田ドライヴィングスクール
- マジオドライバーズスクール多摩校
- 飛鳥ドライビングカレッジ日野
- トヨタドライビングスクール東京
- 拝島自動車教習所
- 西多摩自動車学校
- 東急自動車学校
- スマートドライバースクール東京多摩

島しょ部 
- 伊豆大島自動車学校

届出自動車教習所
- 新宿自動車学校
- 荻窪自動車学校
- FCA Driving School
- アクセルモータースクール
- 下北沢自動車学校
- 横浜ドライビングスクール
- サカイドライビングスクール
- 新京王自動車教習所

その他
- アース・ドライビングサポート
- アカサカペーパードライバー個人指導
- ASAHIペーパードライバースクール
- イードライブジャパン自動車教習所
- ウインクリエート
- キキドライビングスクール
- セーフティ・ペーパードライバー・サポート

- 東京ドライバーズアカデミー
- 東京ペーパードライバースクール
- パイロットアカデミー
- ビィウェル
- フジドライビングスクール
- マイカーアカデミー
- 松山ドライビングスクール
- ライセンスタナカ

廃止
- アイモータースクール（2010年1月31日）
- 赤羽自動車学校（2004年8月31日）[33]
- 飛鳥ドライビングカレッジ八王子校（2019年12月27日）[34]
- 飛鳥ドライビングカレッジひばりが丘（カクタス自動車教習所から改称、2008年6月30日廃校）[25]
- 上北沢自動車学校（2020年7月31日）[35]
- 国際自動車教習所（2008年12月28日）
- コヤマドライビングスクール晴海（コヤマドライビングスクール秋津に移転）
- 品川自動車練習所（2001年3月）
- 杉並自動車学校（2021年3月31日日通自動車学校から移管[36]、2023年8月31日廃校[37]）
- 西武自動車学校（2010年4月）[38]
- 正和自動車教習所（2009年8月10日）
- 総武自動車学校（2012年）
- 大和自動車教習所（2010年1月31日）[39]
- 中央自動車学校（2022年3月31日）[40]
- ドライビングサポート江戸川(2024年12月)
- 練馬自動車教習所（2001年3月）
- 八王子自動車教習所（2008年10月31日）[41]
- 八王子ライダースクール（2005年7月31日）
- 日野市自動車教習所（2008年）
- 三田自動車練習所（2001年以降）
- 武蔵野自動車学校（2004年11月30日）
- 東京センチュリーモータースクール（スマートドライバースクール東京多摩に移転）

## 神奈川県
指定自動車教習所
- 青葉自動車学校
- 飛鳥ドライビングカレッジ川崎
- 海老名ドライバーズスクール
- 厚木中央自動車学校
- 荒井自動車学校花水校
- 伊勢原自動車学校
- 小田原ドライビングスクール
- 神奈川ドライビングスクール
- 鎌倉自動車学校
- カミオオオカドライビングスクール
- 鴨居自動車学校
- KANTOモータースクール溝ノ口校
- KANTOモータースクール横浜西口校
- KANTOモータースクール川崎校

- 菊名ドライビングスクール
- 久里浜中央自動車学校
- 湘南平塚モータースクール
- コヤマドライビングスクール綱島
- 相模中央自動車学校
- 相模湖自動車教習所
- 三共自動車学校
- 湘南鴨宮自動車学校
- 湘南センチュリーモータースクール
- 湘南台自動車学校
- 新鶴見ドラィビングスクール
- チガサキドライバーズスクール
- 鶴ヶ峰自動車学校
- 都南自動車教習所
- 橋本自動車学校
- 秦野自動車教習所
- 日吉自動車学校
- 藤沢高等自動車学校
- 松田自動車学校
- 南横浜自動車学校
- 向ヶ丘自動車学校
- 大和自動車学校
- 横須賀ドライビングスクール
- 横浜自動車学校

届出自動車教習所
- 二俣川自動車学校
- 三ツ境自動車教習所

その他
- 戸塚自動車学校

廃止
- 荒井自動車学校戸田校（2008年9月30日）[42]
- 京急自動車学校追浜校（2002年）[43]
- 湘南ドライビングスクール[44]
- セパルライディングスクール橋本（2025年3月31日）
- 保土ヶ谷ドライビングスクール（旧：保土ヶ谷モータースクール）

## 新潟県
指定自動車教習所
下越地区（阿賀北）
- 水原自動車学校
- マツキドライビングスクール新潟西しばた校
- 村上中央自動車学校
- 中条自動車学校
- 豊栄自動車学校
- 五泉中央自動車学校
- 新発田自動車学校

下越地区（新潟市）
- 蒲原中央自動車学校
- 白根中央自動車学校
- 新潟自動車学校
- 新潟関屋自動車学校
- 新潟中央自動車学校
- 新潟文化自動車学校
- 新津自動車学校
- 東新潟自動車学校
- 巻中央自動車学校

下越地区（佐渡）
- 佐渡自動車学校

中越地区
- 見附自動車学校
- 田上自動車学校
- 中越自動車学校
- 燕中央自動車学校
- 十日町自動車学校
- 長岡文化自動車学校
- 関原自動車学校
- 小千谷自動車学校
- 柏崎自動車学校
- 三条自動車学校
- 三条中央自動車学校
- 魚沼中央自動車学校
- 大河津自動車学校
- 六日町自動車学校

上越地区
- 柿崎自動車学校
- みどり自動車学校
- 上越自動車学校
- 新井自動車学校
- 糸魚川自動車学校

届出自動車教習所
- 星自動車教習所
- 金井自動車教習所

- 土田自動車教習所
- コダマ自動車教習所

- 野口自動車教習所
- ヨネケン自動車教習所

- 志田自動車教習所
- 水澤自動車教習所

廃止
- 長岡自動車学校（2006年4月30日）
- 妙高自動車学校（2017年11月30日）[45]

## 富山県
指定自動車教習所
- 富山県自動車学園
  - 入善自動車学校
  - 黒部自動車学校
  - 滑川自動車学校
  - 富山自動車学校
  - 高岡自動車学校
  - 砺波自動車学校

- 富山中部自動車学校
- 北日本自動車学校
- 富山県中央自動車学校
- 呉羽自動車学校
- 第一自動車学校
- 高新自動車学校
- 北陸自動車学校

- 氷見自動車学校
- 南砺自動車学校
- 小矢部自動車学校

届出自動車教習所
- 富山県交通安全協会運転研修センター

廃止
- 魚津自動車学校[46]（2005年12月20日）
- アクロス中央自動車学校（2015年12月）[47]

## 石川県
指定自動車教習所
- 石川県加南自動車学校
- 加賀自動車学校
- こまつ自動車学校
- 太陽自動車学校
- 大徳自動車学校

- 東部自動車学校
- ドライビングスクールエクシール城東
- 七尾自動車学校
- 能登自動車学校
- 能登中央自動車学校

- 羽咋自動車学校
- 北鉄自動車学校
- 北陸中部自動車学校
- 輪島綜合自動車学校

その他
- 石川県安全運転研修所

廃止
- 中央自動車学校（2007年）

## 福井県
指定自動車教習所
- 福井県自動車学園
  - 福井自動車学校
  - 敦賀自動車学校
  - 大野自動車学校
  - 武生自動車学校
  - 小浜自動車学校

- あおい学園 AOIドライビングスクール
  - 福井校
  - 勝山校
  - 敦賀校

- 北陸自動車学校
- サカイドライビングスクール

廃止
- 中部自動車学校（2012年8月28日）
- 鯖江自動車学校（2018年11月）[48]

## 山梨県
指定自動車教習所
- 山梨自動車学校
- 山梨交通自動車学校
- 山梨中央自動車教習所
- 韮崎自動車教習所
- 昭和自動車教習所
- 塩山自動車教習所
- 湯村自動車学校
- 小笠原自動車教習所
- 長坂自動車学校
- 小淵沢自動車教習所
- 峡南自動車教習所
- 南部自動車教習所
- 岳麓自動車教習所
- 上野原自動車教習所
- 都留自動車教習所
- 大月自動車学校

届出自動車教習所
- 白根自動車教習所
- 米山自動車教習所

- 貢川自動車教習所
- 北星自動車教習所

- 吉田自動車教習所
- 田原自動車教習所

その他
- 小野自動車教習所
- 桂自動車教習所
- 甲西自動車教習所
- セーフティドライバーズスクール

廃止
- 平和自動車教習所（2000年）[49]

## 長野県
指定自動車教習所
- ドリームモータースクール昭和
- 長野自動車学校
- 長野中央自動車学校
- ドリームモータースクール須坂
- 北信自動車学校
- 中野自動車学校
- 千曲自動車学校
- 信州松本もとまち自動車学校
- 信州松本つかま自動車学校
- 信州塩尻自動車学校

- 穂高自動車学校
- 大町自動車教習所
- 真田自動車学校
- 上田自動車学校
- 信濃東部自動車学校
- 小諸自動車教習所
- 臼田自動車教習所
- 佐久川西自動車学校
- 浅間佐久自動車学校
- 茅野自動車学校

- 諏訪中央自動車学校
- 岡谷自動車学校
- 辰野自動車学校
- 伊那自動車教習所
- 駒ヶ根自動車学校
- 天竜自動車学校
- 飯田自動車学校
- アジマ自動車学校

廃止
- 浅間自動車学校（2016年3月、佐久自動車学校と統合し、浅間佐久自動車学校へ[50]。）
- アルピコ自動車学校諏訪校（2007年4月）
- 財団法人長野県自動車学校篠ノ井自動車学校（2001年3月）[51]
- ツカマ自動車教習所（2004年3月）
- 長野第一自動車学校（2015年12月）

## 岐阜県
指定自動車教習所
岐阜地区
- 三田洞自動車学校
- 那加自動車学校
- 岐阜南自動車学校
- 岐阜東自動車学校
- 聖徳自動車学園
- 東海第一自動車学校
- 北方自動車学校

西濃地区
- 東海自動車学校
- 西濃自動車学校
- 大垣自動車学校
- マジオドライバーズスクール大垣校

中濃地区
- 加茂自動車学校
- 関自動車学校
- 日本ライン自動車学校
- 中濃自動車学校
- 可児自動車学校
- 郡上自動車学校

東濃地区
- 大原自動車学校
- 岐阜中津川自動車学校
- 多治見自動車学校
- 東濃自動車学校
- 土岐自動車学校

飛騨地区
- 飛騨自動車学校
- 高山自動車学校

届出自動車教習所
- 美坂自動車学校
- 長良自動車教習所

- 益田自動車教習所
- 福富自動車教習所

廃止
- 安八自動車学校[52]
- 恵那自動車学校[52]
- 鬼岩自動車学校[52]
- 岐阜自動車学校[52]

## 静岡県
指定自動車教習所
東部
- 下田自動車学校
- 静岡県自動車学校松崎校
- 伊東自動車学校
- マジオドライバーズスクール熱海校
- 田方自動車学校
- 三島中央自動車学校
- 黄瀬川自動車学校
- 静岡県自動車学校沼津校
- 東部自動車学校
- 御殿場自動車学校
- 富士センチュリーモータースクール
- 富士センチュリーモータースクール御殿場校
- 裾野中央自動車学校
- 昭和自動車学校
- 吉原自動車学校
- 静岡県中央自動車学校
- 静岡県富士自動車学校
- 富士宮自動車学校

中部
- スルガ自動車学校
- 静鉄自動車学校
- 古庄自動車学校
- 静岡県自動車学校（静岡校）
- 中田自動車学校
- 遠鉄中部自動車学校
- 焼津自動車学校
- 東名自動車学校
- マジオドライバーズスクール藤枝校
- 島田自動車学校
- 榛南自動車学校

西部
- 遠鉄浜岡自動車学校
- 綜合菊川自動車学校
- 掛川自動車学校
- ヤマハテクニカルセンター
- 遠鉄袋井自動車学校
- 遠鉄磐田自動車学校
- 綜合自動車学校
- 浜松自動車学校
- 上池自動車学校
- 静岡県自動車学校浜松校
- 遠鉄自動車学校
- 静岡県セイブ自動車学校
- 浜名湖自動車学校

届出自動車教習所
- 高台自動車教習所
- 長泉自動車教習所

- 合格屋自動車教習所
- 静岡自動車教習所

その他
- 羽山自動車教習所
- 掛川クレーン学校

廃止
- 遠鉄浜北自動車学校（2003年4月30日）[53]
- 三方原自動車学校（2015年1月23日）[54]
- 清水自動車学校（2014年8月29日）[54]
- レインボーライディングスクール浜松（2010年12月末）[55]

## 愛知県
指定自動車教習所
尾張地区
- 一宮自動車学校
- 稲沢自動車学校
- マジオドライバーズスクール春日井校
- 苅安賀自動車学校
- 江南自動車学校
- 小牧市自動車学校
- 昭和自動車学校
- 瀬戸自動車学校
- 名古屋自動車学校春日井校
- 尾西自動車学校
- 名鉄自動車専門学校
- 愛知リハ・アクセル自動車学校

海部地区
- あさひ自動車学校
- 大治自動車学校
- 津島自動車学校

名古屋地区
- あいち自動車学校
- CBC自動車学校
- 庄内橋自動車学校
- 城北自動車学校
- 茶屋坂自動車学校
- 中京自動車学校
- 中部日本自動車学校
- 東海自動車学校
- 名古屋自動車学校天白校
- 名古屋自動車学校港校
- 東山自動車学校
- 星が丘自動車学校
- 緑ヶ丘自動車学校
- 名四自動車学校
- 名鉄自動車学校

知多地区
- 太洋自動車学校
- 知多自動車学校

西三河地区
- 岡崎自動車学校
- 安城自動車学校
- 上地自動車学校
- 岡崎南自動車学校
- 刈谷自動車学校
- 享成自動車学校
- 享成自動車学校桜町校
- 知立自動車学校
- 豊田自動車学校
- トヨタ中央自動車学校
- 西尾自動車学校
- 三好自動車学校

東三河地区
- 蒲郡自動車学校
- タカラ自動車学校
- タカラテクニカルスクール
- 豊橋綜合自動車学校
- ユタカ自動車学校
- ユタカ豊川自動車学校

届出自動車教習所
- せいりん自動車学校

廃止
★は1990年時点で存在していた教習所
- 愛知県豊川自動車学校★ - 東三河運転免許センターの施設を使用していた。
- クラウン自動車学校[57]
- 城西自動車学校（1969年指定、1974年解除[58]）
- ダイイチ自動車学校★（2008年）[59]
- 中日自動車学校★（2008年10月）
- トーア自動車学校★
- 東大自動車学校★
- 中川自動車教習所★
- 名古屋自動車学校本校★（2013年11月30日）[60]
- 名古屋西自動車学校★

その他、岡崎（現在の同名校とは別、1961年指定、1966年解除）、日進（1962年指定、1968年解除）、八島（1960年指定、1970年解除）、中央（1964年指定、1975年解除）の各教習所が存在した（正式名称は不明）。

## 三重県
指定自動車教習所
- 長島総合自動車学校
- 北勢自動車学校
- 川越自動車学校
- 四日市自動車学校
- 菰野自動車学校
- 四日市南自動車学校
- 亀山自動車学校

- 中勢自動車学校
- 三重高等自動車学校
- 津ドライビングスクール
- 三重中央自動車学校
- 松阪自動車学校
- 松和自動車学校
- トーア自動車学校

- 三重県南部自動車学校
- 志摩自動車学校
- 紀北自動車学校
- 紀伊自動車学校
- 上野自動車学校
- なばり自動車学校

その他
- 鈴鹿自動車学校

廃止
- 尾鷲自動車学校（2021年）[61]
- 宮川総合自動車学校（1984年6月指定解除）[62]
- 鈴鹿サーキットモーターサイクルスクール（2009年3月末で入校受付終了、指定解除）[62]

## 滋賀県
指定自動車教習所
- 彦根自動車学校
- 長浜自動車学校
- 月の輪自動車教習所
- 石部自動車教習所
- 真野自動車教習所
- 近江八幡自動車教習所
- アヤハ自動車教習所

- 大津自動車教習所
- 膳所自動車教習所
- 北近江自動車学校
- 近江八幡安全教育センター
- 八日市自動車教習所

- 湖西自動車教習所
- アヤハ水口自動車教習所
- 野洲自動車教習所
- 甲賀自動車教習所

廃止
- 甲西自動車教習所（2010年9月30日）
- 滋賀県自動車教習所（2013年3月31日）[63]
- 佐和山自動車教習所（2013年10月15日）[64]

## 京都府
指定自動車教習所
- 宝池ドライビングスクール
- 二条自動車教習所
- 山城自動車教習所
  - 山城田辺自動車学校
- 伏見テクニカルセンター
- 山科自動車教習所
- デルタ自動車四条教習所
- 京都府自動車学校
- 京都府福知山自動車学校
- 光悦自動車教習所
- 京都府舞鶴自動車学校
- 長岡自動車教習所

- 岩滝自動車教習所
- 綾部自動車学校
- 大久保自動車教習所
- 近畿安全自動車学校
- ニュードライバー教習所
- 京都うずまさ自動車教習所
- 網野自動車教習所
- 園部安全自動車学校
- デルタテクニカルセンター
- 京都湯の花自動車学校
- 宝池自動車教習所
- 京都府峰山自動車学校

廃止
- 岩倉自動車教習所（2022年6月30日）[65]
- 亀岡市立自動車学校（2007年3月31日）[66]
- 宝池城南自動車教習所
- 洛東自動車教習所（2016年9月15日）[67]

## 大阪府
指定自動車教習所
北大阪地区
- みのお自動車教習所
- 茨木ドライビングスクール
- サンドライビングスクール吹田茨木
- 高槻自動車教習所
- 豊中自動車教習所
- 阪急ドライビングスクール服部緑地

大阪地区
- 大阪都島自動車学校
- 大阪みなとドライビングスクール
- 芦原自動車教習所
- 塚本ドライビングスクール
- 関目自動車学校
- 住の江ドライビングスクール
- 平野ドライビングスクール

東部大阪地区
- 枚方自動車教習所
- ネヤガワドライビングスクール
- 大阪香里自動車教習所
- 守口自動車教習所
- 門真自動車教習所
- 阪奈自動車教習所
- 近畿自動車教習所
- 八戸ノ里ドライビングスクール
- 八尾柏原ドライビングスクール
- 八尾自動車教習所

泉州地区
- 阪和鳳自動車学校
- 泉北自動車教習所
- 堺自動車教習所
- 高石自動車スクール
- 光明池自動車教習所
- 岸和田自動車教習所
- 関西自動車学院
- 泉佐野自動車教習所
- 泉南自動車教習所

南河内地区
- 近鉄自動車学校
- 藤井寺自動車教習所
- 大阪サヤマ自動車学院
- 富田林モータースクール

届出自動車教習所
- 加美自動車教習所

廃止
- 大阪自動車学校（2006年）
- 大阪セントラル自動車教習所（2007年6月）
- 尾崎自動車教習所（2020年8月泉南自動車教習所に統合）[68]
- 志紀自動車教習所
- 津守自動車教習所（2008年）[69]
- 吹田自動車教習所（2021年5月31日）[70]
- 松筒自動車学校（2000年）[71]
- レインボーライディングスクール（2002年）
- ドライビングスクールみさき（2014年）[72]
- 門真自動車学園基本操作教習所（2015年頃）

## 兵庫県
指定自動車教習所
神戸地区
- 神戸ドライヴィングスクール
- 平和台自動車学院
- ジェームス山自動車学院
- 北須磨ドライビングスクール
- 西神自動車学院
- リエゾンドライビングスクール
- 六甲アイランドカースクール
- ジェームス山自動車学院学園都市校
- 神戸西インター自動車学校
- ポートアイランドドライビングスクール
- RICS PRO CAR SCHOOL
- 伊川谷自動車学院

阪神地区
- 兵庫県自動車学校西宮本校
- 杭瀬自動車学校
- 甲子園自動車教習所
- 尼崎ドライブスクール
- 阪神自動車学院
- 武庫川自動車学園
- 阪神ライディングスクール
- アールドライバーズ西北
- 大陽猪名川自動車学校

東播地区
- 兵庫県自動車学校明石校
- 西脇自動車教習所
- 廣野自動車教習所
- 小野自動車教習所
- 加古川自動車教習所
- 播磨自動車教習所
- 北播ドライビングスクール
- 東播自動車教習所
- コベルコ教習所
- 加西自動車学院
- 土山自動車学院
- 加東自動車教習所

西播地区
- 兵庫県自動車学校姫路校
- 兵庫県山陽自動車教習所
- 相生自動車教習所
- 網干自動車教習所
- 赤穂自動車教習所
- 西播自動車教習所
- 広畑自動車学校
- 山崎自動車教習所
- 姫路中央自動車学院
- 佐用自動車学院
- 姫路南自動車学院
- 関西ドライビングスクール
- 神崎自動車教習所
- 龍野自動車学院

丹波地区
- 春日自動車教習所
- 春日自動車教習所氷上校
- 篠山自動車教習所
- 三田自動車学院

但馬地区
- 豊岡自動車教習所
- 和田山自動車教習所
- 香住自動車教習所

淡路地区
- 三原自動車教習所
- 兵庫県洲本自動車教習所
- 淡陽自動車教習所

その他
- セーリングドライビングスクール
- アイン・カースクール

廃止
- カワサキライディングスクール（2009年12月末）
- 近陽自動車学校
- 全但自動車教習所（2007年10月）
- 相互自動車学院（2017年11月30日）[73]
- 姫路自動車学校（2008年）

## 奈良県
指定自動車教習所
- 奈良自動車学校
- ナント自動車学校
- 桜井自動車教習所
- 法隆寺自動車教習所

- カスガ自動車学校
- 香芝自動車学校
- 葛城自動車学校

- 奈良交通自動車教習所
- フロンティア21はいばら
- 橿原中央自動車学校

届出自動車教習所
- 橿原自動車教習所
- みやとドライバーズスクール
- リフレッシュ・オートスクール橿原
- 高田自動車練習所

廃止
- アイ自動車教習所（2009年5月7日）
- アイ・吉野自動車学校（2003年7月18日）[74]
- 西の京自動車学校（2009年12月31日）[75]
- 西大和自動車教習所（2011年春）[76]

## 和歌山県
指定自動車教習所
- 和歌山県自動車学校
- マジオドライバーズスクール和歌山校
- 塩屋自動車学校
- 和歌山県紀北自動車学校高野口本校
- 和歌山県紀北自動車学校橋本駅前支店
- 和歌山県紀南自動車学校
- 和歌山県田辺自動車学校

- 南海橋本自動車学校
- 新開自動車教習所
- 串本自動車学校
- ソト浜自動車学校
- カースクール湯浅
- ドライビング・スクールかいなん
- 下津自動車学校

- 有田自動車学校
- 御坊自動車学校
- 那智勝浦自動車教習所
- 紀伊風土記の丘カースクール
- 岩出自動車学院

その他
- 岩出カースクール
- 阪和ドライビングスクール
- 三栖口自動車教習所

- 中万呂自動車教習所
- 岡崎自動車教習所
- 西山ドライビングスクール

- ドライビングスクール有功
- 和歌山短期自動車教習所
- ゆあさドライビングスクール

## 鳥取県
指定自動車教習所
- 東雲学園グループ
  - 鳥取県東部自動車学校
  - イナバ自動車学校
- 日本海自動車学校

- 鳥取県中央自動車学校
- 鳥取県倉吉自動車学校
- 鳥取県自動車学校

- 山陰中央自動車学校
- 米子西部自動車学校
- 米子自動車学校

廃止
- 北条自動車工業教習所（1964年[77]）
- 鳥取自動車学校（1971年4月21日[78]）

## 島根県
指定自動車教習所
- 東雲学園グループ
  - 島根自動車学校
  - 安来ドライビングスクール
- 島根自動車学園
  - 出雲自動車学校
  - 大田自動車学校

- 石見自動車教習所
- 出雲高等自動車教習所
- 松江城北自動車教習所
- 益田ドライビングスクール
- 浜田自動車教習所
- 木次自動車教習所

- 松江浜乃木自動車教習所
- 平田自動車教習所

廃止
- 吉見自動車教習所

## 岡山県
指定自動車教習所
- 稲荷自動車教習所
- 岡山自動車学校
- 岡山自動車教習所
- 備前自動車岡山教習所
- 大和自動車教習所
- 倉敷自動車学校
- 倉敷自動車教習所
- クラボウドライビングスクール

- 新倉敷自動車学校
- 津山自動車学校
- 沼自動車学校
- 玉野自動車教習所
- 笠岡自動車学校
- 総社自動車教習所
- 高梁自動車学校

- 新見自動車教習所
- 備前自動車備前教習所
- 旭東自動車教習所
- 真庭自動車学校
- 勝英自動車学校
- 倉敷マスカット自動車学校
- 岡山ももたろう自動車学校

届出自動車教習所
- ライセンス・プロジェクト・スタッフ

その他
- 水島自動車教習所
- 賀陽自動車教習所

- 政倉自動車個人指導所
- 岡山個人自動車教習協同組合

廃止
- 山陽自動車教習所（2008年1月）

## 広島県
指定自動車教習所
- 広島中央自動車学校
- 呉自動車学校
- テクノ自動車学校
- 高陽自動車学校
- 広島県三次自動車学校
- 尾道自動車学校

- 賀茂自動車学校
- 海田自動車学校
- 東広島自動車学校
- 府中自動車学校
- 中国自動車学校
- ロイヤルドライビングスクール広島校
- ロイヤルドライビングスクール福山校
- 山陽自動車学校
- 沼田自動車学校
- 東洋自動車学校
- 早稲田自動車学園

- 備南自動車学校
- 竹原自動車学校
- 可部自動車学校
- 芦田川自動車学校
- 江田島自動車学校
- フタバ自動車学校
- コスモドライビングスクール
- 三次インター自動車学校
- 道祖園自動車学校
- 廿日市自動車学校

- 三原自動車学校

届出自動車教習所
- 世羅自動車教習所
- 庄原自動車教習所

- 東城自動車教習所
- ニューチーム石田自動車教習所

- 広神自動車教習所
- 吉田自動車教習所

その他
- 上下自動車教習所
- くすの木台自動車教習所
- 八次自動車教習所

- 道祖園自動車教習所

廃止
- 音戸自動車学校
- 庚午自動車学校（2006年12月6日）[79]
- トスコ三原自動車学校（2007年4月30日）[80]
- 三和自動車学校（2012年）[81]
- 熊野自動車学校（2012年テクノ自動車学校へ統合）[82]
- 広島県自動車学校（2016年）[83]
- 広島モータースクール（2020年3月31日）[84]

## 山口県
指定自動車教習所
- 大島自動車学校
- 岩国自動車学校
- 岩国南自動車学校
- 山口県柳井自動車学校
- 山口県玖西自動車学校
- 光自動車学校
- 山口県下松自動車学校
- 山口県徳山自動車学校
- 山口県周南自動車学校

- 山口県南陽自動車学校
- 山口県高等自動車学校
- 山口県綜合自動車学校
- 山口県湯田自動車学校
- 山口県小郡自動車学校
- 山口県宇部自動車学校
- 宇部中央自動車学校
- 鴻城自動車学園
- 西日本自動車学校

- 山口県厚狭自動車学校
- アイルモータースクール下関
- 山陽自動車学校
- 山口県下関自動車学校
- 早鞆自動車学校
- 長門自動車学校
- 山口県萩自動車学校

廃止
- 山口県自動車学校（2010年7月末）

## 徳島県
指定自動車教習所
- 徳島中央自動車教習所
- 徳島第一自動車教習所
- 広沢自動車学校
- 千松自動車教習所
- 鳴門自動車教習所

- 小松島自動車教習所
- 阿南自動車学校
- 阿波自動車学校
- 阿北ドライビングスクール
- 鴨島自動車学校

- 脇町自動車学校
- 北島自動車学校
- 三加茂自動車学校
- 石井自動車学校
- 海部自動車学校

届出自動車教習所
- 徳島県民自動車教習所
- 勝浦自動車教習所

その他
- 暁運転免許塾

廃止
- 徳島バス自動車学校
- 富岡自動車学校（2010年10月1日桑野自動車学校と統合し阿南自動車学校へ）
- 桑野自動車学校（2010年10月1日富岡自動車学校と統合し阿南自動車学校へ）
- 箸蔵自動車学校（2011年）[85]

## 香川県
指定自動車教習所
- 白鳥自動車学校
- 寒川自動車学校
- 関西自動車学院
- 香川県中央自動車学校
- 銀星自動車学園
- 屋島自動車学校
- 高松自動車学校
- ハッピードライビングスクール

- かがわ自動車学校
- 坂出自動車学校
- 多度津自動車学校
- 丸亀自動車学校
- 琴平ドライビングスクール
- 高瀬自動車学校
- 観音寺自動車学校
- 三豊自動車学校

届出自動車教習所
- 青梅自動車教習所
- エスカ

その他
- 久枝自動車教習所

廃止
- 四国自動車学校（2002年）
- 香川県自動車学校（2014年）[86]

## 愛媛県
指定自動車教習所
- あいしょくドライビングスクール
- 石原自動車教習所
- 今治自動車教習所
- 今治中央自動車教習所
- 宇摩自動車教習所
- 宇和自動車教習所
- 宇和島自動車学校

- エヒメ自動車学校
- 大洲自動車教習所
- 上浮穴自動車教習所
- 交安ドライビングスクール
- 西条ドライビングスクール
- 四国中央自動車学校
- 城西自動車学校

- 第一自動車教習所
- 中央新居浜自動車学校
- 新居浜自動車教習所
- 波止浜興産自動車教習所
- 南宇和自動車教習所
- 八幡浜自動車教習所

廃止
- 別子自動車教習所

## 高知県
指定自動車教習所
- 高知中央自動車学校
- 高知県自動車学校
- 高知自動車学校
- 安芸自動車学校

- 四万十自動車学校（旧：幡多自動車学校）
- 須崎自動車学校
- 東部自動車学校
- 南国自動車学校

- 高知ニュードライバー学院
- 新土佐自動車学校
- 窪川自動車学校
- 宿毛自動車学校

届出自動車教習所
- 高知種崎自動車教習所

## 福岡県
指定自動車教習所
- 福岡県自動車学校
- マイマイスクール花畑
- 南福岡自動車学校
- 西鉄自動車学校
- 姪浜ドライビングスクール
- マイマイスクール笹丘
- 甘木自動車学校
- 日本自動車学園
  - 東福岡自動車学校
  - モータースクールいとうづの森
  - 黒崎ドライビングスクール
  - 苅田自動車学校
  - 北方自動車学校
  - 瀬高自動車学校

- 古賀自動車学校
- 福岡市自動車学校
- 宗像自動車学校
- レインボーモータースクール福岡
- 城野自動車学校
- 八幡自動車学校
- 一二
  - アイルモータースクール門司
  - アイルモータースクール豊前
  - アイルモータースクール博多の森
- 小倉自動車学校
- ドライビングスクール折尾
- おんが自動車学校
- 西港自動車学校

- 久留米自動車学校
- うきは市立自動車学校
- 筑後自動車学校
- 大牟田中央自動車学校
- 小郡自動車学校
- 久留米第一自動車学校
- 柳川自動車学校
- 大善寺自動車学校
- 八女中央自動車学校
- 飯塚自動車学校
- 田川自動車学校
- 直方自動車学校

届出自動車教習所
- はかた自動車教習所
- 新宮自動車学校

その他
- 野間自動車教習所
- アライオートアカデミー

廃止
- 嘉穂自動車学校（2009年6月1日）
- アイルモータースクール関門（2011年11月30日アイルモータースクール門司へ統合）[87]
- 若戸自動車学校（2015年10月31日）[88]

## 佐賀県
指定自動車教習所
- 唐津自動車学校
- 虹の松原自動車学校
- 多久自動車学校
- 大町自動車学校（大町校）
- 南佐賀自動車学校

- 富士自動車学校（旧：佐賀中部自動車学校）
- 南鳥栖自動車学院
- 鹿島自動車学校
- 佐賀城北自動車学校

- 大町自動車学校　（鍋島校／旧:若楠自動車学校)
- 伊万里自動車学校
- 武雄自動車学校
- 基山ドライビングスクール

届出自動車教習所
- 佐賀自動車教習所
- 川久保自動車教習所

廃止
- 東佐賀自動車学校（2019年）
- 呼子自動車学校（2011年5月）[89]
- 鳥栖自動車学校（2007年5月）

## 長崎県
指定自動車教習所
- 長崎自動車学校
- 浦上自動車学校
- ヒューマンスクール早岐
- 共立自動車学校・日野
- 共立自動車学校・大野
- 共立自動車学校・江迎（旧・西肥自動車学校）

- 佐世保中央自動車学校
- あたご自動車学校（旧：愛宕自動車学校）
- ヒューマンスクール松浦
- 諫早自動車学校
- 島原自動車学校
- 雲仙自動車学校

- 川棚自動車学校
- 本原自動車学校
- かんこう自動車学校
- 大塔自動車学校
- 五島自動車学校
- 新西海自動車学校

届出自動車教習所
- 田川自動車教習所
- 壱岐市自動車教習所
- 対馬市厳原自動車教習所

- 上五島地区自動車教習所
- 太陽自動車教習所

その他
- 喜多自動車教習所

廃止
- 南長崎ドライビングスクール（2004年9月30日）
- 風頭自動車学校（2002年6月30日）

## 熊本県
指定自動車教習所
- 熊本ドライビングスクール
- 田崎三陽自動車学校
- 上熊本三陽自動車学校
- 中央自動車学校
- 寺原自動車学校
- 荒尾自動車学校
- 荒尾第二自動車学校
- 大洋自動車学校
- 大洋第二自動車学校

- 菊池自動車学校
- 城北自動車学校
- 菊陽自動車学校
- 阿蘇自動車学校
- 熊本バス自動車学校
- 熊本南自動車学校
- 八代自動車学校
- 八代ドライビングスクール
- 水俣自動車学校

- 人吉自動車学校
- 中球磨モータースクール
- 多良木自動車学園
- 天草自動車学園
  - 天草自動車学校
  - 大矢野自動車学校
  - 倉岳自動車学校
- 牛深自動車学校

届出自動車教習所
- 矢部自動車学校
- 豊福自動車教習所

廃止
- 植木自動車学校（2009年11月20日）
- 熊本自動車学園（2008年6月30日）
- 錦自動車教習所（指定外）
- 山鹿自動車教習学校（2003年）

## 大分県
指定自動車教習所
- 大分自動車学校
- 大分東自動車学校
- 亀の井自動車学校臼杵校
- 亀の井自動車学校鶴崎校
- 亀の井自動車学校別府校
- 亀の井自動車学校自動二輪車学校

- 亀の井自動車学校大分運転免許スクール
- 杵築自動車学校
- 鶴崎自動車学校
- 豊の里自動車学校
- 中津自動車学校
- 大分県自動車学校

- 日田自動車学校
- 佐伯自動車学校
- 宇佐自動車学校
- 三重自動車学校
- 国東自動車学校
- 亀の井自動車学校竹田

届出自動車教習所
- 大分運転免許スクール

その他
- 南大分亀の井自動車学校

廃止
- 大分亀の井自動車学校（2001年5月）[90]
- 別府亀の井自動車学校（1995年10月）[90]
- 新協和自動車教習所（2016年頃）

## 宮崎県
指定自動車教習所
- ナカムラ自動車学校
- 旭興自動車学校
- 梅田学園グループ
  - サンモータースクール
  - フェニックスモータースクール
  - 宮崎シーサイドモータースクール（旧：宮崎県自動車学校）
  - きよ武自動車学校（旧：清武自動車学校）
  - 小林自動車学校（旧：野尻自動車学校）
  - 日南自動車学校
- 高鍋自動車学校
- 西都自動車学校

- 日向自動車学校
- 東九州自動車学校
- けいゆう自動車学校
- 延陵自動車学校
- 都城自動車学校
- 宮崎ドライビングスクール
- えびの高原ドライビングスクール

届出自動車教習所
- 花ヶ島自動車学校
- 文化自動教習所
- 平原自動車教習所
- 中央自動車教習所
- 自動車教習所アモール

- まさよし自動車教習所
- 田平自動車教習所
- 篠原ドライビングスクール
- いずみ自動車教習所
- 二宮自動車教習所

- 一ツ葉ドライビングスクール
- オートスクールING
- 富保自動車教習所
- 桜井自動車教習所
- 南九州自動車教習所

その他
- 松田自動車教習所
- 永吉自動車教習所
- 大坪自動車教習所
- 金丸自動車教習所

- 宮原自動車教習所
- 中村自動車教習所
- 田浦自動車教習所
- 福田自動車教習所

- ひむか自動車教習所
- はまゆう自動車教習所
- 延岡学園自動車教習所

廃止
- 小林共立自動車学校（2008年11月30日）

## 鹿児島県
指定自動車教習所
- 谷山中央自動車学校
- マジオドライバーズスクール鹿児島校
- 志布志自動車学校
- 種子島自動車学校
- 玉里自動車学校
- 南九州自動車学校
- 鹿屋自動車学校
- 末吉高等自動車学校
- 加世田自動車学校
- 串木野自動車教習所
- 国分隼人自動車学校

- 鹿屋寿自動車学校
- 福崎自動車学校
- 大口自動車学校
- 奄美自動車学校
- 南海自動車学校
- 宮之城自動車学校
- 鹿児島県自動車学校
- 吉野自動車学校
- 田上自動車学校
- 阿久根自動車教習所

- マキオドライビングスクール
- 出水自動車教習所
- 霧島マキゾノ自動車学校
- 指宿中央自動車学校
- 入来自動車学校
- 南日本自動車学校
- シブシ昭和自動車学校
- 知覧高等自動車学校
- 徳之島自動車学校
- 空港自動車学校

届出自動車教習所
- 国分中央自動車練習所
- 南部大島自動車学校

- 沖永良部自動車学校
- 龍郷自動車学校

- 喜界自動車学校

その他
- 名瀬自動車学校

廃止
- 出水自動車学校（2020年12月31日）[91]
- 万世自動車学校
- 熊毛姶良自動車学校

## 沖縄県
指定自動車教習所
- 波之上自動車学校（那覇校）
- 壺川自動車学校
- 宜野湾自動車学校
- 普天間自動車学校
- コザ自動車学校
- 安ゲ名自動車学校
- カデナ自動車学校
- 糸満自動車学校

- 天久ドライビングスクール
- 川畑自動車学校
- 第二波之上自動車学校（浦添校）
- 美池自動車学校
- 津嘉山自動車学校
- 名護自動車学校
- 馬天自動車学校
- 牧港ドライビングスクール

- 八重山自動車学校
- 三和自動車学校（宮古島）
- 宮古自動車学校
- 北丘自動車学校
- 今帰仁自動車学校

届出自動車教習所
- 仲里自動車学校
- やんばる自動車学校

廃止
- ダイワドライビングスクール（2006年12月20日）